# Eva Herzig

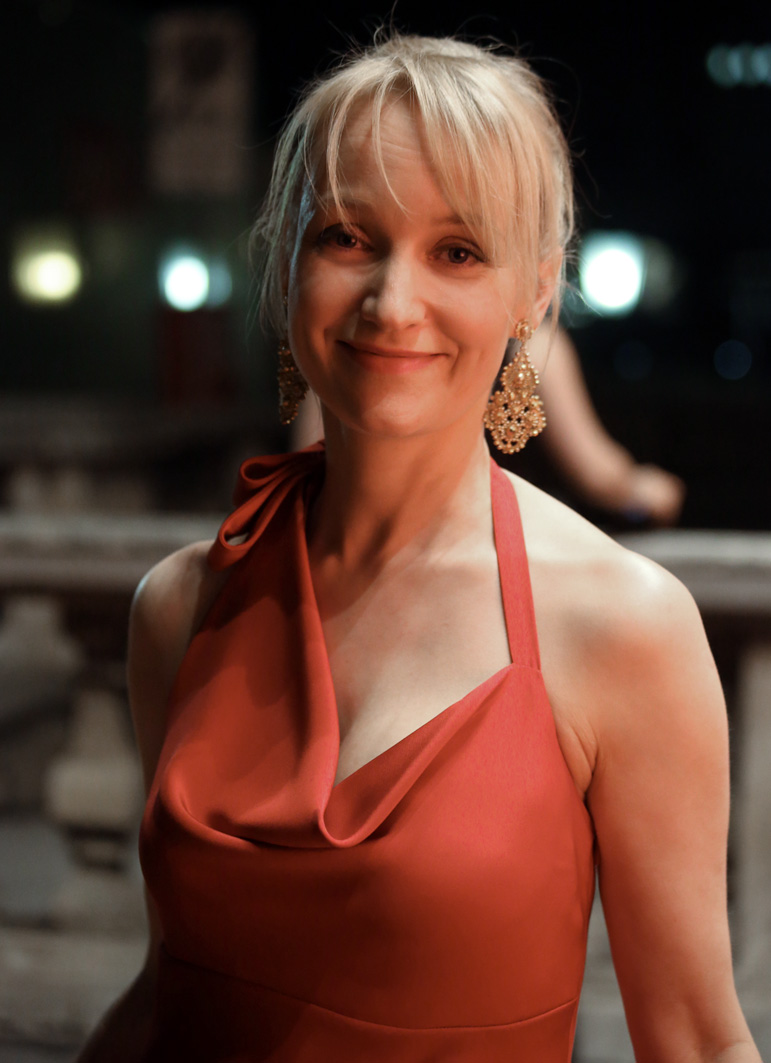
Eva Herzig (2013)

Eva Herzig (* 26. Juni 1972 in Salzburg) ist eine österreichische Theater- und Filmschauspielerin.

## Leben
Eva Herzig wuchs in Graz und der Obersteiermark auf. Sie studierte von 1990 bis 1994 Schauspiel an der Hochschule für Musik und Darstellende Kunst in Graz. Von 1991 bis 1999 war sie Ensemblemitglied des Wiener Burgtheaters, wo sie 1995 ihren Durchbruch als Julia in Shakespeares Romeo und Julia feierte. 1993 wurde sie für ihre Rolle in Vor Sonnenuntergang von Theater heute als „Beste Nachwuchsschauspielerin“ ausgezeichnet. Es folgten Gastengagements unter anderem ans Schauspiel Bonn, an das Schauspielhaus Zürich und ans Theater Basel.
Nach ihrem Leinwanddebüt 1995 als Stella in David Rühms El Chicko folgten viele weitere Hauptrollen in Kino- und Fernsehproduktionen. 2010 übernahm Herzig die Hauptrolle Katharina Lenz in der Serie Das Glück dieser Erde.
Herzig hat zwei Söhne und lebt seit 2006 in Wien.

## Covid-19-Pandemie
Im Juni 2021 wurde bekannt, dass sie aufgrund ihrer Entscheidung, sich nicht gegen COVID-19 impfen zu lassen, nicht an den Dreharbeiten zur neuen Folge der Fernsehreihe Landkrimi im Herbst teilnehmen durfte, ihr wurde die Rolle gekündigt. Die Produktionsfirma begründete dies mit ihrer Sorgfaltspflicht für alle 50 Mitarbeiter am Set. Die Schauspielerin sprach sich in der Folge öffentlich gegen die Impfung aus, weil diese nicht der Gesundheit diene.

## Filmografie (Auswahl)

### Kino
- 1995: Eine tödliche Liebe[6]
- 1997: 'El Chicko' – der Verdacht
- 1997: Der Unfisch
- 1999: Holgi – Der böseste Junge der Welt (Holgi)
- 2004: Frau fährt, Mann schläft
- 2017: Anna Fucking Molnar
- 2018: L’Animale

### Fernsehen
- 1998, 1999: Kommissar Rex (Fernsehserie, verschiedene Rollen, 2 Folgen)
- 1999: Ein Herz wird wieder jung
- 2000: Zwei Frauen, ein Mann und ein Baby
- 2000: Die Verhaftung des Johann Nepomuk Nestroy
- 2001: Jetzt bringen wir unsere Männer um
- 2001: Die Pferdefrau
- 2001: Entscheidung im Eis (Avalanche)
- 2002: Das Paradies ist eine Falle (Freiheit for My Brother)
- 2002: Polizeiruf 110: Braut in Schwarz (Fernsehreihe)
- 2003, 2014: SOKO Köln (Fernsehserie, verschiedene Rollen, 2 Folgen)
- 2004: Einmal Bulle, immer Bulle (Fernsehserie, Folge Gier)
- 2004: Ein glücklicher Tag
- 2004: Die Rosenzüchterin (Fernsehzweiteiler)
- 2005–2007: Doppelter Einsatz (Fernsehserie, 11 Folgen)
- 2005: Nachtasyl
- 2005: Hengstparade
- 2006: Das Duo: Unter Strom (Fernsehreihe)
- 2006: Die Wache (Fernsehserie, Folge Sie sucht ihn – Er sucht sie)
- 2006: Wenn du mich brauchst
- 2006: Im Namen des Gesetzes (Fernsehserie, Folge Wer hat, der hat)
- 2006: Am Ende des Schweigens
- 2007: Suchkind 312
- 2008, 2015: SOKO Kitzbühel (Fernsehserie, verschiedene Rollen, 2 Folgen)
- 2009: Kinder des Sturms
- 2009: SOKO Leipzig (Fernsehserie, Folge Aysha)
- 2009: Lilly Schönauer: Paulas Traum (Fernsehreihe)
- 2009, 2013: SOKO Donau/SOKO Wien (Fernsehserie, verschiedene Rollen, 2 Folgen)
- 2011: Sommerlicht
- 2011: Das Glück dieser Erde (Fernsehserie, 13 Folgen)
- 2016: Bergfried
- 2017: Schnell ermittelt (Fernsehserie, Folge Carlo Michalek)
- 2018–2021: Landkrimi (Fernsehreihe)
  - 2018: Steirerkind
  - 2019: Steirerkreuz
  - 2020: Steirerwut
  - 2021: Steirertod
  - 2021: Steirerrausch
- 2019: Der beste Papa der Welt
- 2019: Bingo im Kopf
- 2022: Jeanny – Das 5. Mädchen (Fernsehfilm)
- 2022: Letzte Bootsfahrt (Fernsehfilm)

## Theaterarbeit
- 1991: Baal
- 1992: Totenauberg
- 1993: Blaubart
- 1993: Sonnenuntergang
- 1993: Raststätte. Regie: Claus Peymann
- 1993: Doktor Faustus
- 1993: Kindsmord
- 1993: Urfaust
- 1994: Liliom
- 1994: Komödie der Worte
- 1994: Höllenangst
- 1994: Peer Gynt Regie: Claus Peymann
- 1993: Der Talisman von Johann Nestroy im Burgtheater, Regie: Achim Benning
- 1994: Elegie eines Briefträgers
- 1995: Romeo und Julia von William Shakespeare im Burgtheater, Regie: Karlheinz Hackl, mit Johannes Krisch
- 1995: Schlacht um Wien
- 1995: Das Dschungelbuch
- 1995: Die Dreigroschenoper
- 1996: Katzelmacher
- 1996: Einen Jux will er sich machen von Johann Nepomuk Nestroy
- 1996: Der Bauer als Millionär
- 1996: Der einsame Weg
- 1997: Sportmärchen
- 1997: Wege und Markierungen
- 1999: Reigen
- 2000: Emilia Galotti
- 2003: Der Mann ohne Eigenschaften
- 2007: Der Schwierige von Hugo von Hofmannsthal
- 2007/2008: Akte. Im Schweigen vermählt
- 2009: Die Strudlhofstiege
- 2015: Eine Mittsommernachts-Sex-Komödie

## Hörbücher
- 2005: Höllenspiel
- 2006: Doppelter Einsatz (Mord auf dem Stundenplan; Gefährliche Liebschaft; Der Fluch des Feuers).
- 2007: Gut gegen Nordwind – von Daniel Glattauer
- 2007: Bildnis einer Infantin. ORF 2007
- 2007: Die Strudlhofstiege – von Heimito von Doderer
- 2010: Alle sieben Wellen – von Daniel Glattauer
- 2013: @LOVE. ORF 2013.